# 1811 w muzyce
Wydarzenia muzyczne w 1811 roku.

## Wydarzenia
- 6 stycznia – w petersburskim Ermitażu miała miejsce premiera opery Rien de trop, ou Les deux paravents François-Adriena Boieldieu[1][2]
- 6 lutego – Carl Maria von Weber wykonuje pożegnalny koncert w Darmstadt w Pałacu Wielkiego Księcia Ludwika. Potrzebuje funduszy i opuszcza kuratelę Georga Josepha Voglera[1][2]
- 14 lutego – Carl Maria von Weber opuszcza Darmstadt, planując długą trasę koncertową[1][2]
- 14 marca – Carl Maria von Weber przybywa do Monachium[1][2]
- 17 marca – w Berlinie odbyła się premiera „98 Psalmu na chór” Giacoma Meyerbeera[1][2]
- 18 marca – w berlińskim Nationaltheater miała miejsce premiera „Der Taucher” Johanna Friedricha Reichardta[1][2]
- 30 marca – czternastoletni Franz Schubert kończy swój najwcześniejszy ocalały utwór „Hagars Klage”[1][2]
- 5 kwietnia – w Monachium odbyła się premiera „Clarinet Concertino in E flat, Op. 26” Carla von Webera przy oddziale Heinricha Baermanna[1][2]
- 8 maja – w berlińskiej Singakademie miała miejsce premiera oratorium „Gott und der Natur” Giacoma Meyerbeera[1][2]
- 30 maja – w Berlinie odbyła się premiera kantaty „Kantate zum Geburtstag von Jakob Beer” Giacoma Meyerbeera[1][2]
- 2 czerwca – w Bergamo ma miejsce premiera kantaty „Cantata per la nascita del re di Roma” oraz kantaty „Numa Pompilio”Johanna Simona Mayra[1][2]
- 4 czerwca – w monachijskim Residence Theatre miała miejsce premiera opery Abu Hassan Carla von Webera[1][2]
- 9 czerwca – w Monachiumodbyła się premiera „4 songs for Der arme Minnesinger” Op. 25 Carla von Webera[1][2]
- 13 czerwca – w Monachium odbyła się premiera „Clarinet Concerto No.1, J.114” oraz „Adagio & Rondo, J.115” Carla von Webera[1][2]
- 30 czerwca – w paryskim Salle des Concerts de Conservatoire miała miejsce premiera kantaty „Cantate sur la naissance de S.M. le Roi de Rome” Luigiego Cherubiniego, É. Méhula i Charlesa-Simona Catela[1][2][3]
- 26 października – w bolońskim Teatro del Corso miała miejsce premiera „L’equivoco stravagante” Gioacchina Rossiniego[1][2]
- 11 listopada – w Monachium odbyła się premiera „Der Beherrscher der Geister, J.122” i „Misera me!, J.121 Carla von Webera[1][2]
- 15 listopada – w Hamburgu odbyła się premiera „Der Zweikampf mit der Geliebten, WoO50” Louisa Spohra[1][2]
- 25 listopada – w Monachium odbyła się premiera „Klarinettenkonzert Nr. 2 Es-dur, op. 74 J. 118” oraz „Qual altro attendi J.126” Carla von Webera[1][2]
- 28 listopada – w Lipskim Gewandhaus miała miejsce prapremiera V koncertu fortepianowego Beethovena[1][2]
- 15 grudnia – w praskim Stavovské divadlo miała miejsce premiera opery Seraphine Václava Tomáška[1][2]
- 17 grudnia – w paryskiej Salle Richelieu miała miejsce premiera opery Amphion Étienne Méhula[1][2]

## Urodzili się
- 15 stycznia – Pierre Chevillard, belgijski kompozytor i wiolonczelista (zm. 1877)
- 20 stycznia – Heinrich Triest, niemiecki kompozytor i dyrygent (zm. 1885)
- 4 lutego – Aristide Cavaillé-Coll, francuski organmistrz (zm. 1899)
- 13 marca – Camille-Marie Stamaty, francuski pianista, pedagog i kompozytor (zm. 1870)
- 23 marca – Wilhelm Taubert, niemiecki pianista, kompozytor i dyrygent (zm. 1891)
- 19 lipca
  - Vinzenz Lachner, niemiecki kompozytor i dyrygent (zm. 1893)
  - Lambert Massart, belgijski skrzypek i pedagog (zm. 1892)
- 28 lipca – Giulia Grisi, włoska śpiewaczka operowa (sopran) (zm. 1869)
- 5 sierpnia – Ambroise Thomas, francuski kompozytor (zm. 1896)
- 25 sierpnia – August Gottfried Ritter, niemiecki organista i kompozytor (zm. 1885)
- 29 września – Adam Darr, niemiecki gitarzysta klasyczny, wokalista, kompozytor (zm. 1866)
- 22 października – Ferenc Liszt, węgierski kompozytor i pianista (zm. 1886)
- 24 października – Ferdinand Hiller, niemiecki kompozytor i dyrygent (zm. 1885)
- 10 listopada – Louis Kufferath, niemiecki kompozytor, dyrygent i pianista (zm. 1882)
- 19 listopada – François Delsarte, francuski muzyk i pedagog muzyczny (zm. 1871)

Data dzienna nieznana
- Antoni Orłowski, polski skrzypek, pianista, kompozytor i dyrygent (zm. 1861)

## Zmarli
- 19 marca – František Adam Míča, czeski kompozytor (ur. 1746)
- 18 sierpnia – Johann Heinrich Zang, niemiecki kompozytor (ur. 1733)
- 3 września – Ignaz Fränzl, niemiecki kompozytor, dyrygent, skrzypek i altowiolista (ur. 1736)

## Muzyka poważna
- 2 lutego – w wiedeńskim „Wiener Zeitung” opublikowano „Dwanaście tańców na fortepian, Op.40” Johanna Nepomuka Hummla[1][2]
- 9 lutego – w wiedeńskim „Wiener Zeitung” opublikowano „Koncert na fortepian i orkiestrę, Op.34a” oraz „Tańce na fortepian, Op.39” Johanna Nepomuka Hummla[1][2]
- 13 lutego – publikacja „Trzech sonat na fortepian i skrzypce, Op. 69, c240-242” Jana Ladislava Dusseka w londyńskim Stationers’ Hall[1][2]
- 18 lutego – w Londynie Muzio Clementi publikuje trzecią część Practical Harmony[1][2]
- 22 lutego – publikacja „Duetu na harfę i fortepian,Op. 73, c243” Jana Ladislava Dusseka w londyńskim Stationers’ Hall[1][2]
- 30 października – w wiedeńskim „Wiener Zeitung” opublikowano „Piano Trio, Op.35” oraz „Wariacje na fortepian, Op.40” Johanna Nepomuka Hummla[1][2]